# Stracciatella (gelato)
La stracciatella è un gusto di gelato a base di latte e panna con cioccolato fondente, tra i più noti e diffusi.

## Storia

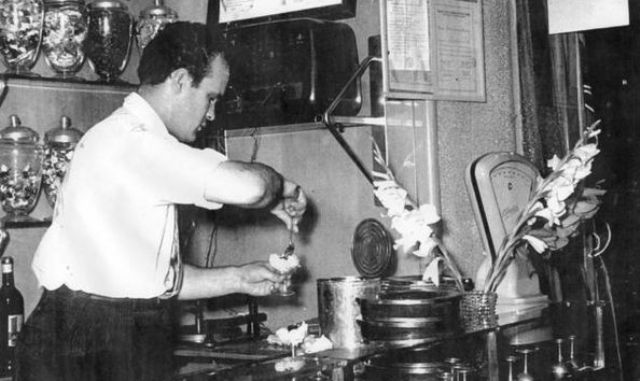
Enrico Panattoni nel suo laboratorio mentre prepara la stracciatella

La ricetta della Stracciatella fu inventata nel 1961 a Bergamo dal ristoratore Enrico Panattoni (1927–2013), originario di Altopascio in Toscana ed emigrato in Lombardia negli anni 1940 con la moglie Oriana. A Bergamo aveva rilevato un caffè chiamato “La Marianna” presso la porta Sant'Alessandro, in Città Alta.
Appassionato di cucina e di pasticceria, dopo vari e ripetuti esperimenti, realizzò un gelato particolare: una  crema bianca con, all’interno, dei pezzi irregolari di cioccolato fondente. Durante il processo di mantecazione del fiordilatte, infatti, Panattoni inserì una dose di cioccolato fondente caldo che, grazie allo sbattimento delle pale, veniva “stracciato” mentre solidificava. L’effetto richiamava uno dei piatti più richiesti del suo ristorante, ossia la stracciatella alla romana: il cioccolato fuso che solidifica e si frantuma nel mantecatore ricordava infatti l’uovo che si rapprende nel brodo bollente della zuppa.
«La stracciatella alla romana era il consommé più famoso e, come per quella minestra, cercavo un gelato che fosse amato e apprezzato dai clienti» così disse l’inventore della stracciatella.